# Cool & Fresh
Cool & Fresh ist die Bezeichnung einer ehemaligen reisenden Stahlachterbahn vom Modell Tower Coaster des Herstellers SBF Visa Group, welche 2003 eröffnet wurde und bisher auch die einzige Auslieferung des Modells ist. Anfangs fuhr sie unter dem Schausteller Hinzen, bis sie ins niederländische DippieDoe Attractiepark transportiert wurde. Dort wurde sie allerdings nie zusammengebaut. Zwischenzeitlich fuhr sie in Australien auf den dortigen Volksfesten ihre Runden, bevor sie ins türkische Wonderland Eurasia transportiert und 2019 als Migfer eröffnet wurde.
Die besonders kompakte Achterbahn, die sich auf einer Grundfläche von 44 m × 16 m erstreckt, erreicht eine Höhe von 24,8 m und verfügt über einen Looping. Die einzelnen Wagen mit Platz für vier Personen (eine Reihe) werden über einen vertikalen Kettenlifthill in die Höhe gezogen. Oben überfahren sie die Spitze bis zu einem Gefälle von über 90°. Hierbei werden die Wagen allerdings noch gebremst. Erst in der Vertikalen werden die Wagen fallengelassen und durchfahren anschließend den Looping. Nach einer Kurve ist die Fahrt zu Ende.